# 존 투위
존 투위(John Tui, 1975년 6월 11일 ~ )는 뉴질랜드의 배우이다.